# Kainoshō Tadaoto
Kainoshō Tadaoto (japanisch 甲斐庄 楠音, Familienname bei gleicher Lesung eigentlich 甲斐荘; geboren am 23. Dezember 1894 in Kyōto; gestorben am 16. Juni 1978) war ein japanischer Maler der Nihonga-Richtung während der Taishō- und Shōwa-Zeit.

## Leben und Werk
Die Kainoshō führen ihre Familie, wie hier im Vornamen mit dem Zeichen Kusu (楠) angedeutet, auf Kusunoki Masashige zurück. Tadaoto war als Kind schwächlich und verließ die Mittelschule ohne Abschluss. Er besuchte dann in Kyōto die Abteilung für Design an der „Städtischen Schule für Kunst und Kunstgewerbe“ (京都市立美術工芸学校, Kyōto shiritsu bijutsu kōgei gakkō), an der er 1912 seinen Abschluss machte. Danach besuchte er die „Städtische Fachschule für Malerei“ (京都市立絵画専門学校, Kyōto shiritsu kaiga semmon gakkō), an der er 1915 graduierte. Betreut durch Murakami Kagaku schuf er als Abschlussarbeit das Bild „Steckkamm“ (横櫛, Yokogushi), ein Bild, das eine Frau in einem Kostüm und einem Steckkamm im Haar zeigt. 1918 konnte er diese Arbeit auf der ersten Ausstellung der „Kokuga sōsaku kyōkai“ (国画創作協会) mit Erfolg zeigen.
Er bildete sich unter Kawakita Kahō (1875–1940) weiter und reichte Arbeiten für die jährlich Ausstellung des Kultusministeriums „Bunten“ ein, wurde dort aber nicht angenommen. Auch auf der 2. Ausstellung der Kokuga sōsaku kyōkai kam er nicht zum Zuge. Dann aber konnte er auf der 4. „Teiten“-Ausstellung 1922 das dort eingereichte Bild „Frau in blauem Kleid“  (青衣の女, Aogoromo no onna)zeigen. 1924 wurde sein Bild „Tanzen“ (舞う, Mau) und „Halbakt“ (半裸の女, Hanra no onna) angenommen. Auch danach war er erfolgreich mit „Frau aus dem Süden“ (南の女, Minami no onna), (歌妓, Kagi) und „Akt“ (裸婦, Rafu) auf der 5. Ausstellung der Kokuga sōsaku kyōkai und mit „Schneefrau“ (雪女, Yuki onna (unvollendet), „Tochter“ 娘子, Musume-go), „Mutter“ (母, Haha) und „Flucht“ (逃亡, Tōbō) auf der 6. Ausstellung und „Kameliendame“ (椿姫, Tsubaki-hime) auf der 7. Ausstellung. 1925 wurde Kainoshō zum Freund der Ausstellergruppe ernannt, zwei Jahre später wurde er als Mitglied aufgenommen.
Als die Vereinigung sich 1928 auflöste, gründete Kainoshō mit Gleichgesinnten die Shinjūsha (新樹社), die sich allerdings nach zwei Ausstellungen wieder auflöste. Danach stellte er das Malen weitgehend ein und begann für die Filmindustrie zu arbeiten. Als Mitarbeiter des Regisseurs Mizoguchi Kenji entwarf er zeitgerechte Kostüme und Gegenstände. Für seine Arbeit an Mizoguchis Film Ugetsu – Erzählungen unter dem Regenmond war Kainoshō bei der Oscarverleihung 1956 in der Kategorie Bestes Kostümdesign nominiert.
Kainoshō strebte danach, „wahre“ Bilder von Frauen zu malen, was Tsuchida Bakusen und andere Maler in Kyōto zum Teil als anstößig empfanden.